# Rilland
Rilland est un village de la commune néerlandaise de Reimerswaal, en Zélande. Le village compte 2 996 habitants (2006).
Rilland est le village le plus oriental à la « poupe » de Zuid-Beveland, et se trouve juste au sud de l'autoroute A58, non loin du canal de l'Escaut au Rhin et de la limite avec la province de Brabant-Septentrional.
À environ un kilomètre du village de Rilland, dans le hameau de Stationsbuurt, se trouve la gare de Rilland-Bath, où l'omnibus Roosendaal-Flessingue s'arrête une fois par heure dans les deux directions.

## Histoire
L'actuel Rilland tire son nom d'un village homonyme qui a en grande partie disparu lors des inondations de novembre 1530. Le toponyme est en rapport avec la localisation de la localité : l'ancien Rilland se trouvait sur le Rietland-polder. Le village actuel est situé à quelques kilomètres de l'ancien.
Au cours des XVIIe et XVIIIe siècles, des travaux ont été entamés afin de récupérer les terres perdues. En 1656, les travaux d'endiguement de l'Oostpolder ont pris fin. À la même époque, le Mairepolder et le Valkenissepolder furent aussi endigués.
En 1754, les premiers projets d'endiguement du Reigersbergschepolder furent achevés, mais les travaux définitifs commencèrent seulement en 1773 : des dissensions entre seigneurs locaux expliquent ce délai. Les travaux d'endiguement ne se sont assurément pas déroulés aisément. En raison de désaccords au sujet des salaires, une grève a été déclarée le 25 mai 1773 : elle a été brisée par le recours aux militaires. Environ 300 travailleurs, originaires de Frise orientale, ont été reconduits chez eux. Lorsque les travaux prirent fin, le nouveau Rilland fut fondé. En 1782, on y trouvait dix habitations ouvrières, une forge, une charronnerie, une auberge et une école.
De 1811 à 1816 (sous le nom de Rilland en Bath) et de 1878 à 1970 (sous le nom de Rilland-Bath), Rilland formait une commune avec Bath. En 1970, la commune de Rilland-Bath a été intégrée dans celle de Reimerswaal créée depuis peu.

## LeWitte molen

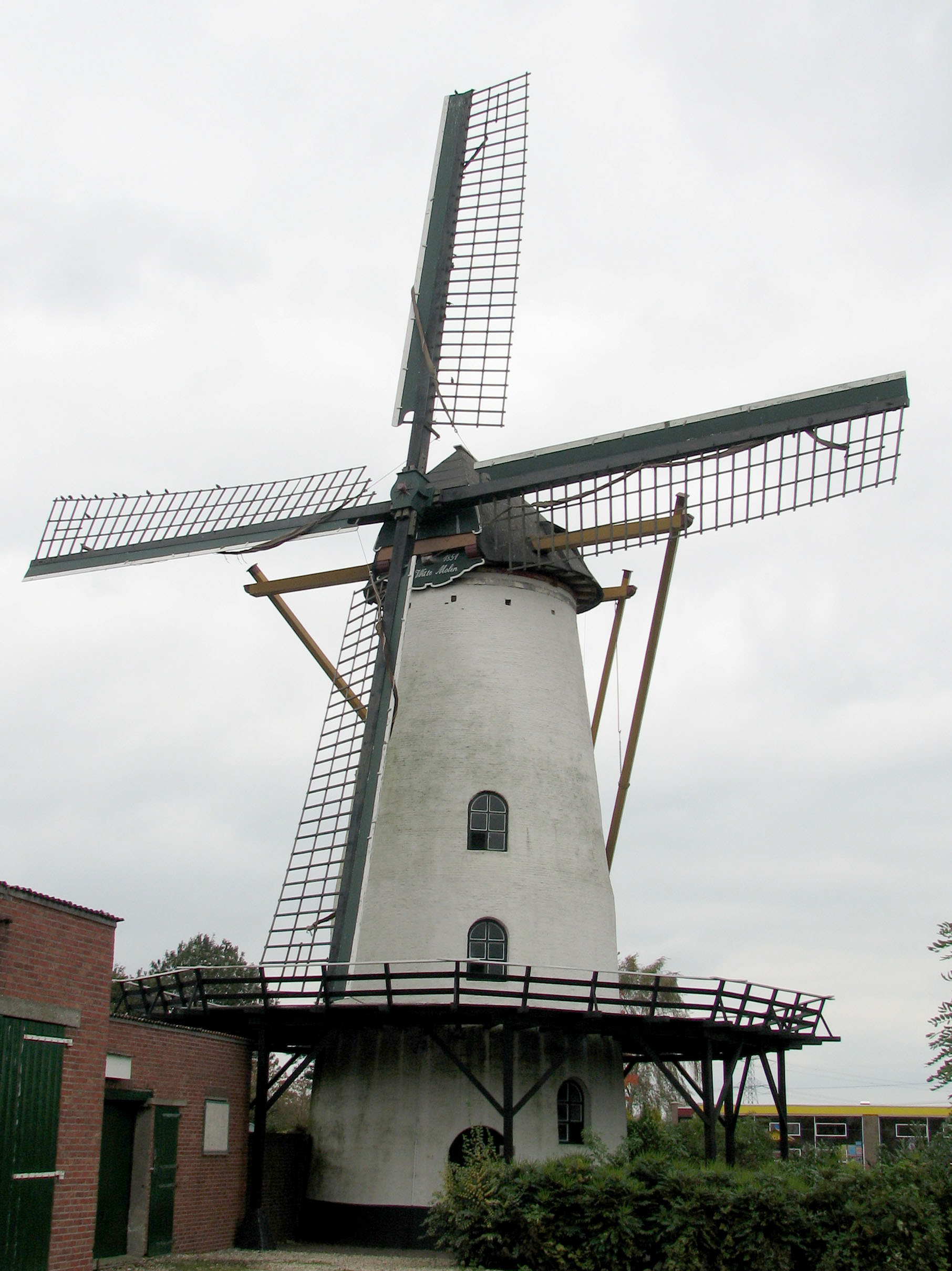
Le Witte Molen, érigé en 1851.

Le Witte molen (le « Moulin blanc ») est un moulin à vent situé à la Molendreef, près de la Valckenisseweg.
C'est un moulin à galerie rond, en pierre, blanchi à la chaux selon la tradition zélandaise, qui a été utilisé comme moulin à blé. Le toit est couvert de toile goudronnée. Il a une envergure de 20,90 mètres. 
Le moulin a une grande valeur paysagère. 
En 1969, il est devenu propriété de l'ancienne commune de Rilland-Bath et la mouture à but commercial a pris fin. Le propriétaire actuel est la commune de Reimerswaal.
Entre 1986 et 1992, le moulin a été restauré à fond et est en état de marche.

## Sources
- (nl) Cet article est partiellement ou en totalité issu de l’article de Wikipédia en néerlandais intitulé « Rilland » (voir la liste des auteurs).

- (nl) Cet article est partiellement ou en totalité issu de l’article de Wikipédia en néerlandais intitulé « De Witte Molen (Rilland) » (voir la liste des auteurs).